# Rui Da Gracia
Rui, właśc. Rui Fernando Da Gracia Gomes (ur. 28 maja 1985 w Bembibre) – gwinejski piłkarz grający na pozycji środkowego obrońcy. Od 2014 roku jest zawodnikiem klubu Hibernians FC.

## Kariera klubowa
Rui jest wychowankiem klubu CA Bembibre. W klubie tym grał w sezonie 2004/2005. W 2005 roku odszedł do Elche CF B. Występował w nim do końca sezonu 2006/2007. W latach 2007–2009 był zawodnikiem Realu Ávila, a w latach 2009–2011 - CF Palencia. Latem 2011 roku przeszedł do UD Logroñés.

## Kariera reprezentacyjna
W reprezentacji Gwinei Równikowej Rui zadebiutował w 2010 roku. W 2012 roku został powołany do kadry na Puchar Narodów Afryki 2012.